# Джанп'єтро Маркетті
Джанп'єтро Маркетті (італ. Gianpietro Marchetti, нар. 22 жовтня 1948, Рудіано) — італійський футболіст, що грав на позиції захисника, півзахисника. По завершенні ігрової кар'єри — спортивний функціонер.
Виступав, зокрема, за клуби «Ювентус» та «Аталанта», а також національну збірну Італії.
Дворазовий чемпіон Італії. 

## Клубна кар'єра
Народився 22 жовтня 1948 року в місті Рудіано. Вихованець футбольної школи клубу «Аталанта». Дорослу футбольну кар'єру розпочав 1966 року в основній команді того ж клубу, в якій провів два сезони, взявши участь у 6 матчах чемпіонату. 
Протягом 1968—1969 років захищав кольори команди клубу «Лекко».
Своєю грою за останню команду привернув увагу представників тренерського штабу клубу «Ювентус», до складу якого приєднався 1969 року. Відіграв за «стару сеньйору» наступні п'ять сезонів своєї ігрової кар'єри. Більшість часу, проведеного у складі «Ювентуса», був основним гравцем команди. За цей час двічі виборював титул чемпіона Італії.
1974 року повернувся до «Аталанти». Цього разу провів у складі цієї команди п'ять сезонів. Граючи у складі «Аталанти» також здебільшого виходив на поле в «основі».
Завершив професійну ігрову кар'єру у «Катандзаро», за команду якого виступав протягом 1979—1980 років. Згодом працював на вищих адміністративних посадах у низці італійських клубів. 

## Виступи за збірні
Протягом 1969–1970 років залучався до складу молодіжної збірної Італії. На молодіжному рівні зіграв у 8 офіційних матчах.
1972 року дебютував в офіційних матчах у складі національної збірної Італії. Протягом кар'єри у національній команді, яка тривала два роки, провів у формі головної команди країни п'ять матчів.
| Дата      | Місто         | Господарі | Результат | Гості     | Турнір            | Голи | Примітки |
| --------- | ------------- | --------- | --------- | --------- | ----------------- | ---- | -------- |
| 17-6-1972 | Бухарест      | Румунія   | 3 – 3     | Італія    | товариський матч  | -    |          |
| 21-6-1972 | Софія (місто) | Болгарія  | 1 – 1     | Італія    | товариський матч  | -    |          |
| 20-9-1972 | Турин         | Італія    | 3 – 1     | Югославія | товариський матч  | -    |          |
| 13-1-1973 | Неаполь       | Італія    | 0 – 0     | Туреччина | Відбір до ЧС 1974 | -    |          |
| 9-6-1973  | Рим           | Італія    | 2 – 0     | Бразилія  | товариський матч  | -    | 46'      |
| Усього    |               | Матчів    | 5         |           | Голів             | 0    |          |

## Титули і досягнення
- Чемпіон Італії (2):

«Ювентус»: 1971-1972, 1972-1973